# Романюк Микола Прокопович
Микола Прокопович Романюк (5 червня 1952, с. Тисівка, Сторожинецький район, Чернівецька область — 21 січня 2021) — український політик, член Партії регіонів (з листопада 2000); колишній народний депутат України.
Одружений; має сина.
Освіта: Чернівецький державний університет, економіст; Івано-Франківський інститут нафти та газу (1992–1997), інженер-енергетик.
10 серпня 2012 року у другому читанні проголосував за Закон України «Про засади державної мовної політики». Закон було прийнято із порушеннями регламенту.
Народний депутат України 6-го скликання з квітня 2010 до грудня 2012 від Партії регіонів, № 207 в списку. На час виборів: народний депутат України, член ПР. Член фракції Партії регіонів (з квітня 2010). Заступник голови Комітету з питань паливно-енергетичного комплексу, ядерної політики та ядерної безпеки (з травня 2010).
Народний депутат України 5-го скликання з квітня 2006 до листопада 2007 від Партії регіонів, № 148 в списку. На час виборів: тимчасово не працював, член ПР. Член фракції Партії регіонів (з травня 2006). Член Комітету з питань паливно-енергетичного комплексу, ядерної політики та ядерної безпеки (з липня 2006).
- З 1975 — інженер, 1985–1993 — заступник генерального директора з капітального будівництва Чернівецького ВО «Електронмаш».
- З 1993 — керівник Чернівецького представництва АТ «Норд» (з 1996 — ТОВ "Виробничо-торговельне підприємство «Норд-сервіс»).
- З серпня 2003 — в.о. заступника голови, вересень 2003 — лютий 2005 — заступник голови Чернівецької облдержадміністрації.

Обраний депутатом Чернівецької облради (квітень 2006).
Був головою Чернівецького регіонального відділення Партії регіонів (з грудня 2000); член Політради Партії регіонів.